# Veselin Đuho
Veselin Đuho (ur. 5 stycznia 1960 w Fočy) – chorwacki piłkarz wodny. W barwach Jugosławii dwukrotny złoty medalista olimpijski.
Mierzący 187 cm wzrostu zawodnik mistrzem olimpijskim był w Los Angeles w 1984 (Jugosławia była jednym z państw komunistycznych, które wzięły udział w olimpiadzie) oraz w Seulu. W 1986 wywalczył tytuł mistrza świata.